# IFK Göteborg
Idrottsföreningen Kamraterna Göteborg (tên chính thức IFK Göteborg Fotboll), thường được gọi là IFK Göteborg, IFK (địa phương đặc biệt) hoặc đơn giản là Göteborg  là một câu lạc bộ bóng đá chuyên nghiệp Thụy Điển có trụ sở tại Gothenburg. Được thành lập vào năm 1904, IFK Göteborg là câu lạc bộ bóng đá Bắc Âu giàu thành tích nhất và đây là câu lạc bộ duy nhất ở Bắc Âu giành được danh hiệu cấp châu lục tại một trong những giải đấu chính của UEFA đó là hai lần vô địch UEFA Cup trong các năm 1982 và 1987.
Câu lạc bộ có mối liên kết với hiệp hội bóng đá Gothenburg và thi đấu các trận trên sân nhà tại Gamla Ullevi. Trang phục thi đấu của đội bóng là sắc xanh trắng, là màu sắc truyền thống của cả công ty thể thao mà câu lạc bộ bắt nguồn IFK và huy hiệu của thành phố Gothenburg.
Bên cạnh 2 danh hiệu UEFA Cup, IFK Göteborg đã giành được 18 danh hiệu vô địch Thụy Điển, nhiều thứ hai chỉ sau Malmö FF và 7 danh hiệu Cúp bóng đá Thụy Điển (Svenska Cupen), nhiều thứ ba. IFK Göteborg đã từng bốn lần góp mặt tại Tứ kết UEFA Champions League, trong đó có 2 lần vào tới tận bán kết.
Đây cũng là câu lạc bộ thể thao duy nhất giành được giải thưởng Jerring sau chiến thắng ở Cúp UEFA năm 1982. Đây là giải thưởng được trao cho tổ chức hoặc cá nhân có thành tích xuất sắc nhất trong năm do người dân Thụy Điển bình chọn, chính vì vậy mà họ cũng được coi là câu lạc bộ bóng đá nổi tiếng nhất Thụy Điển.
IFK Göteborg hiện đang thi đấu ở Allsvenskan, giải đấu bóng đá cấp độ cao nhất của Thụy Điển trong phần lớn lịch sử của họ. Câu lạc bộ cũng thi đấu ở giải đấu cao nhất Thụy Điển từ năm 1977 cho đến nay, là chuỗi liên tục dài nhất mà một đội bóng thi đấu ở Allsvenskan. Họ có lần đầu tiên vô địch Thụy Điển vào năm 1908, chỉ bốn năm sau khi thành lập và đã giành được ít nhất một danh hiệu vô địch trong mỗi thập kỷ kể từ đó ngoại trừ thập niên 1920, 1970 và 2010. Thời kỳ đỉnh cao của IFK Göteborg là từ năm 1982 đến 1996 khi họ vươn tầm ra châu Âu cùng với việc đoạt 10 trong tổng số 15 danh hiệu vô địch Thụy Điển.

## Lịch sử

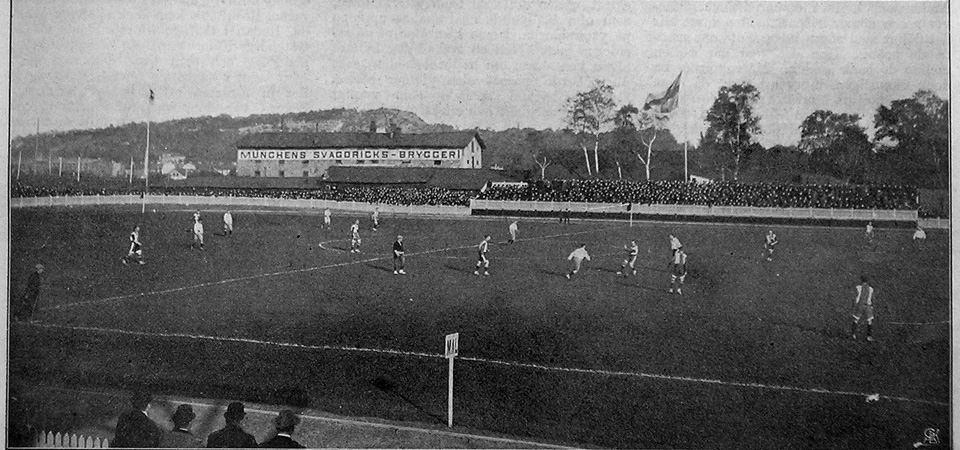
Trận chung kết Svenska Mästerskapet giữa IFK Göteborg và IFK Uppsala năm 1908.

IFK Göteborg được thành lập vào ngày 4 tháng 10 năm 1904 tại Café Olivedal ở quận Annedal của Linnéstaden, trung tâm thành phố Gothenburg. Nó là tổ chức thứ ba, nhưng là còn lại duy nhất trong số các tổ chức được thành lập bởi hiệp hội IFK tại Gothenburg và là thứ 39 trong số tổng thể các tổ chức thể thao được thành lập bởi IFK. Một ủy ban bóng đá đã được thành lập tại cuộc họp lịch sử đầu tiên. Trận đấu bóng đá đầu tiên của hiệp hội đã kết thúc với chiến thắng 4–1 trước câu lạc bộ khác của khu vực là IK Viking. Nền móng của IFK Göteborg rất quan trọng đối với sự phát triển của bóng đá tại thành phố, vì cho đến thời điểm đó thì Örgryte IS là câu lạc bộ lớn nhất và chiếm ưu thế nhất tại Gothenburg. Với việc IFK Göteborg được thành lập sẽ giúp tạo ra những cuộc cạnh tranh cần thiết cho sự thúc đẩy bóng đá phát triển.
Năm 1907, IFK Göteborg trở thành đội đầu tiên Thụy Điển chỉ bốn năm thành lập đã đánh bại Örgryte IS. Sau đó, họ tiếp tục giành chức vô địch Thụy Điển đầu tiên vào năm 1908 bằng việc chiến thắng giải đấu cúp Svenska Mästerskapet, ba cầu thủ của câu lạc bộ đã được gọi vào đội tuyển quốc gia Thụy Điển. Năm đó, IFK lần đầu tiên có trận đấu với một câu lạc bộ ngoài Thụy Điển, đó là khi họ gặp câu lạc bộ Đan Mạch Østerbro BK và Boldklubben af 1893.
Năm 1910, lần đầu tiên các cầu thủ thi đấu với trang phục áo sọc xanh trắng. Hai năm sau, câu lạc bộ đã có trận hòa 1–1 với đội tuyển olympic Thụy Điển 1912, và các tờ báo ở Stockholm đã gọi IFK Göteborg là "câu lạc bộ bóng đá Thụy Điển xuất sắc nhất từ trước đến giờ". IFK Göteborg vô địch Svenska Serien, giải đấu cao nhất của bóng đá Thụy Điển lúc bấy giờ, nhưng không phải là giải đấu quyết định của Giải vô địch bóng đá Thụy Điển, lần thứ năm liên tiếp vào năm 1917. Thời kỳ đầu, câu lạc bộ không có huấn luyện viên và phải đến năm 1921 họ mới có huấn luyện viên chính thức đầu tiên khi một bản hợp đồng có thời hạn hai năm được ký kết với huấn luyện viên người Hungary Sándor Bródy. Giải đấu quốc gia chính thức đầu tiên của Thụy Điển Allsvenskan, bắt đầu vào cuối năm 1924, năm mà huyền thoại Filip Johansson ra mắt IFK Göteborg. Câu lạc bộ mùa giải đó chỉ đứng ở vị trí thứ hai chung cuộc nhưng Johansson đã ghi tới 39 bàn thắng sau 22 trận, trở thành vua phá lưới giải đấu.
IFK đã giành được danh hiệu Allsvenskan đầu tiên của họ vào mùa giải 1934–35, mười mùa giải trước đó câu lạc bộ đều cán đích ở vị trí tốp bốn chung cuộc. Bóng đá Thụy Điển bị thống trị bởi các đội bóng tới từ Gothenburg trong những năm này, nhưng IFK Göteborg đã xuống hạng một cách đầy bất ngờ vào mùa giải 1937–38, mặc dù ngay lập tức họ trở lại Allsvenskan trong mùa giải tiếp theo. Trở lại hạng cao nhất, IFK tiếp tục kết thúc ở vị trí thứ hai, với việc giải đấu tiếp tục được tổ chức dù cho Chiến tranh thế giới lần thứ hai bùng nổ. IFK đã giành được một danh hiệu khác vào mùa giải 1941–42 với một đội hình mạnh, nhưng giai đoạn còn lại của thập kỷ là kết quả hỗn hợp. Đội hình những năm 1940 bao gồm những cầu thủ tài năng như Gunnar Gren, người trở thành cầu thủ ghi bàn hàng đầu năm 1946, được trao giải Guldbollen (Quả bóng Vàng Thụy Điển), cầu thủ xuất sắc nhất Thụy Điển và cùng với đội tuyển bóng đá quốc gia Thụy Điển giành huy chương vàng Thế vận hội Mùa hè 1948. Khi Gunnar Gren rời đi vào năm 1949, IFK đã rớt khỏi Allsvenskan ở mùa giải tiếp theo nhưng cũng chỉ sau đó một mùa họ đã trở lại giải bóng đá cao nhất Thụy Điển. IFK có lần đầu tiên thi đấu tại Cúp vô địch các câu lạc bộ châu Âu vào năm 1958 nhưng đã bị loại bởi SC Wismut ở vòng hai. Năm 1959, kỷ lục về một trận đấu ở Allsvenskan với 52.194 khán giả được thiết lập khi IFK gặp đội bóng cùng thành phố Örgryte IS tại sân vận động Nya Ullevi.

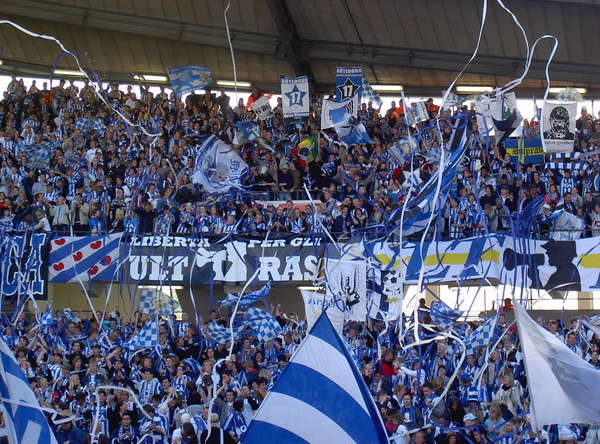
Cổ động viên của IFK Göteborg trong trận derby với đối thủ Örgryte IS năm 2005.

Sau một thập kỷ không có duyên, IFK được dẫn dắt bởi huấn luyện viên và cựu cầu thủ bóng đá của đội là Bertil Johansson, người đã đưa câu lạc bộ đến danh hiệu vô địch một cách đầy kinh ngạc vào năm 1969. Mùa giải tiếp theo là một trong những khoảng thời gian đen tối nhất trong lịch sử câu lạc bộ. IFK đã xuống hạng và không giống như những lần xuống hạng trước đó, họ không trở lại Allsvenskan ngay lập tức. Sau ba mùa đá tại giải đấu chỉ cao thứ hai Thụy Điển, IFK đã mất đi niềm tin trở lại Allsvenskan. Nhưng sau khi thành viên hội đồng quản trị Anders Bernmar cùng những người khác làm việc chăm chỉ để đưa câu lạc bộ đi đúng hướng, IFK đã được thăng hạng Allsvenskan vào năm 1976. Năm 1979, IFK đã ký hợp đồng với huấn luyện viên Sven-Göran Eriksson. Ông đã đưa ra đội hình 4-4-2 với "gây sức ép và hỗ trợ" được gọi là mô hình Swenglish, điều mà đã tạo cho IFK thành công lớn sau này. Mùa giải đầu tiên, vị huấn luyện viên này đã đưa câu lạc bộ cán đích ở vị trí á quân Allsvenskan và có lần đầu tiên vô địch Cúp bóng đá Thụy Điển (Svenska Cupen).

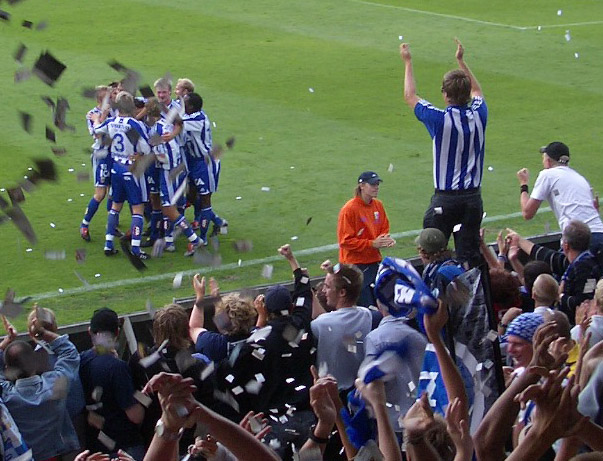
IFK Göteborg and their fans celebrate a goal against Örebro SK in 2004.

Sau khi tăng cường sức mạnh với việc đưa về một số cầu thủ đắt giá như Thomas Wernerson và Stig Fredriksson, câu lạc bộ tiếp tục giành vị trí Á quân Allsvenskan và lọt vào tới tứ kết UEFA Cup 1981. Năm 1982 sau đó trở thành một mùa giải sóng gió khi toàn bộ hội đồng quản trị được thay thế và câu lạc bộ gần như phá sản, thậm chí họ đã phải vay tiền từ hiệp hội ủng hộ chính thức để tới Valencia thi đấu trận tứ kết UEFA Cup. Tuy nhiên, khi khó khăn IFK đã thắng mọi trận đấu mà họ tham gia từ trận play-off Allsvenskan, Svenska Cupen và đặc biệt là UEFA Cup, họ đã đánh bại Hamburger SV 4–0 sau hai lượt trận chung kết để vô địch. Quãng thời gian 15 năm sau đó, IFK là câu lạc bộ hàng đầu của Thụy Điển với 10 danh hiệu vô địch Allsvenskan, 3 lần giành Svenska Cupen và thêm một lần nữa giành UEFA Cup năm 1987 sau khi đánh bại Dundee United tổng tỉ số 2-1 sau hai lượt trận.
Ban huấn luyện đã đưa IFK trở thành một đội bóng mạnh với hai chiếc cúp vô địch quốc nội năm 1983 và 1984, cùng với chiếc cúp châu Âu danh giá năm 1983. Năm 1986, IFK có lần đầu tiên trong lịch sử vào tới tận bán kết Cúp C1 châu Âu, chỉ chịu thua Barcelona trong loạt đá luân lưu. Một đội hình tài năng đã lại một lần nữa giành cả hai danh hiệu  UEFA Cup và Allsvenskan vào năm 1987, sau khi đánh bại Dundee United ở trận chung kết UEFA Cup. Huấn luyện viên đội trẻ là Roger Gustafsson sau đó đã tiếp nhận chiếc ghế huấn luyện viên chính thức từ người tiền nhiệm Gunder Bengtsson vào năm 1990 và khoảng thời gian đó của ông ở IFK rất thành công khi câu lạc bộ vô địch Allsvenskan năm lần trong khoảng thời gian từ 1990 đến 1995.
UEFA Champions League 1992–93, IFK lần lượt vượt qua nhà vô địch Thổ Nhĩ Kỳ Beşiktaş ở vòng đầu tiên, nhà vô địch Ba Lan Lech Poznań ở vòng hai để chính thức có mặt ở vòng bảng dành cho tám đội xuất sắc nhất, nơi họ chám chán A.C. Milan, FC Porto và PSV Eindhoven. Tuy đứng thứ hai bảng đấu sau Milan nhưng với luật thi đấu chỉ có đội đứng đầu tiến vào trận chung kết nên IFK đành dừng bước. Khi IFK tiếp tục giành được Allsvenskan năm 1994, họ đủ điều kiện để tham dự Cúp châu Âu. Câu lạc bộ tiến vào vòng bảng UEFA Champions League, nơi họ đối mặt với những câu lạc bộ FC Barcelona, Manchester United và Galatasaray. Và việc sẽ sớm bị loại đã được dự đoán từ trước đó, nhưng IFK Göteborg đã vượt qua với tư cách đầu bảng và tiến vào vòng đấu loại trực tiếp trước khi bị loại bởi Bayern Munich theo luật bàn thắng trên sân khách.
Những năm cuối cùng trước thiên niên kỷ mới đáng thật vọng với IFK Göteborg, tương phản rõ rệt với thành công trước đó. Đội chỉ giành được huy chương bạc vào năm 1997 và vị trí thứ tám vào năm 1998 sau khi chiêu mộ một số cầu thủ đắt giá nhưng thi đấu không thành công. Trong cả hai năm 1998 và 1999, câu lạc bộ đều thay huấn luyện viên vào giữa mùa giải, điều mà trước đây chưa từng xảy ra trong lịch sử câu lạc bộ. Năm cuối cùng của thập kỷ kết thúc với vị trí thứ sáu chung cuộc. Thiên niên kỷ mới mang đến những kết quả khác nhau, câu lạc bộ xuống hạng năm 2002 nhưng là đối thủ đáng gờm với bất kỳ đội bóng nào cạnh tranh chức vô địch năm 2001, 2004 và 2005. Năm 2007, danh hiệu đầu tiên sau 11 năm được bảo đảm ở vòng cuối cùng Allsvenskan. Câu lạc bộ sau đó giành Cúp quốc gia trong mùa giải kế tiếp. IFK Göteborg vẫn được coi là một trong ba "gã khổng lồ" của bóng đá Thụy Điển cùng với Malmö FF và AIK Fotboll, mặc dù chỉ giành được danh hiệu Allsvenskan một lần trong suốt 20 năm qua.

### Cầu thủ nổi tiếng

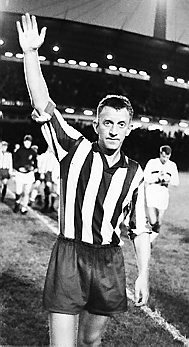
Bertil Johansson là huyền thoại của IFK Göteborg từ năm 1954 tới 1968, ghi 290 bàn trong 464 trận.

### Trang phục
| Trang phục sân nhà mùa giải 1904–05. | Trang phục sân nhà mùa giải 1906. | Trang phục sân nhà mùa giải 1907–09. | Trang phục sân nhà từ mùa giải 1910 đến nay. |

## Danh sách cầu thủ

### Đội hình chính
Tính đến 10 tháng 6 năm 2023
Ghi chú: Quốc kỳ chỉ đội tuyển quốc gia được xác định rõ trong điều lệ tư cách FIFA. Các cầu thủ có thể giữ hơn một quốc tịch ngoài FIFA.
| Số | VT | Quốc gia  | Cầu thủ                            |
| -- | -- | --------- | ---------------------------------- |
| 1  | TM | Thụy Điển | Pontus Dahlberg                    |
| 2  | HV | Thụy Điển | Emil Salomonsson                   |
| 3  | HV | Thụy Điển | Johan Bångsbo                      |
| 5  | TV | Thụy Điển | Sebastian Ohlsson                  |
| 6  | HV | Na Uy     | Anders Trondsen                    |
| 7  | TV | Thụy Điển | Sebastian Eriksson                 |
| 8  | TV | Na Uy     | Elias Hagen                        |
| 9  | TĐ | Thụy Điển | Marcus Berg (đội trưởng)           |
| 10 | TV | Thụy Điển | Hussein Carneil                    |
| 11 | TV | Na Uy     | Eman Markovic                      |
| 12 | TM | Iceland   | Adam Ingi Benediktsson             |
| 13 | TV | Thụy Điển | Gustav Svensson (đội trưởng thứ 3) |

| Số | VT | Quốc gia    | Cầu thủ               |
| -- | -- | ----------- | --------------------- |
| 14 | TV | Thụy Điển   | Gustaf Norlin         |
| 15 | HV | Đan Mạch    | Sebastian Hausner     |
| 16 | TĐ | Thụy Điển   | Linus Carlstrand      |
| 17 | HV | Thụy Điển   | Oscar Wendt (đội phó) |
| 18 | HV | Thụy Điển   | Felix Eriksson        |
| 20 | TĐ | Nigeria     | Suleiman Abdullahi    |
| 21 | TV | Thụy Điển   | Adam Carlén           |
| 22 | HV | Croatia     | Filip Ambrož          |
| 24 | TV | Bờ Biển Ngà | Abundance Salaou      |
| 27 | HV | Iraq        | Alai Ghasem           |
| 28 | TV | Thụy Điển   | Lucas Kåhed           |
| 30 | TV | Thụy Điển   | Anton Kurochkin       |

### Cầu thủ trẻ từng thi đấu cho đội 1
Tính đến 26 tháng 2 năm 2022
Ghi chú: Quốc kỳ chỉ đội tuyển quốc gia được xác định rõ trong điều lệ tư cách FIFA. Các cầu thủ có thể giữ hơn một quốc tịch ngoài FIFA.
| Số | VT | Quốc gia  | Cầu thủ        |
| -- | -- | --------- | -------------- |
| 25 | TM | Thụy Điển | Elis Bishesari |

### Cho mượn
Tính đến 22 tháng 5 năm 2023
Ghi chú: Quốc kỳ chỉ đội tuyển quốc gia được xác định rõ trong điều lệ tư cách FIFA. Các cầu thủ có thể giữ hơn một quốc tịch ngoài FIFA.
| Số | VT | Quốc gia  | Cầu thủ                                                      |
| -- | -- | --------- | ------------------------------------------------------------ |
| 4  | HV | Thụy Điển | Carl Johansson (tại Randers FC đến ngày 30 tháng 6 năm 2023) |

| Số | VT | Quốc gia | Cầu thủ                                                        |
| -- | -- | -------- | -------------------------------------------------------------- |
| 23 | TV | Iraq     | Amir Al-Ammari (tại Halmstads BK đến ngày 31 tháng 7 năm 2023) |

## Đội ngũ quản lý

### Thành viên tổ chức
Tính đến ngày 5 tháng 9 năm 2020
| Name             | Role                           |
| ---------------- | ------------------------------ |
| Mats Engström    | Chairman                       |
| Peter Brandt     | Secretary                      |
| Max Markusson    | Club director                  |
| Pontus Farnerud  | Director of sports             |
| Jonas Olsson     | Director of youth academy      |
| Roger Gustafsson | Youth academy training manager |
| Olle Sultan      | Head scout                     |
| Alf Westerberg   | Administrative manager         |

### Đội ngũ kĩ thuật
Tính đến ngày 11 tháng 9 năm 2020
| Name            | Role                            |
| --------------- | ------------------------------- |
| Roland Nilsson  | Head coach                      |
| Ferran Sibila   | Assistant coach                 |
| Stefan Remnér   | Goalkeeping coach               |
| Roland Kaldéus  | Fitness coach                   |
| Kalle Olsson    | Strength and conditioning coach |
| Calle Persson   | Physiotherapist                 |
| Fredrik Larsson | Physiotherapist                 |
| Lina Dahlin     | Masseur                         |
| Jon Karlsson    | Club doctor                     |
| Rolf Gustavsson | Equipment manager               |
| Johan Örtendahl | Mental coach                    |
| Linda Breding   | Match analyst                   |
| Hjálmar Jónsson | U19 head coach                  |
| Hannes Stiller  | U19 head coach                  |
| Frankie Boakye  | U19 assistant coach             |

### Danh sách huấn luyện viên
The following 15 managers either have won at least one major honour with IFK Göteborg or have managed the team for 100 or more league matches. The managers are listed according to when they were first appointed manager for IFK Göteborg.

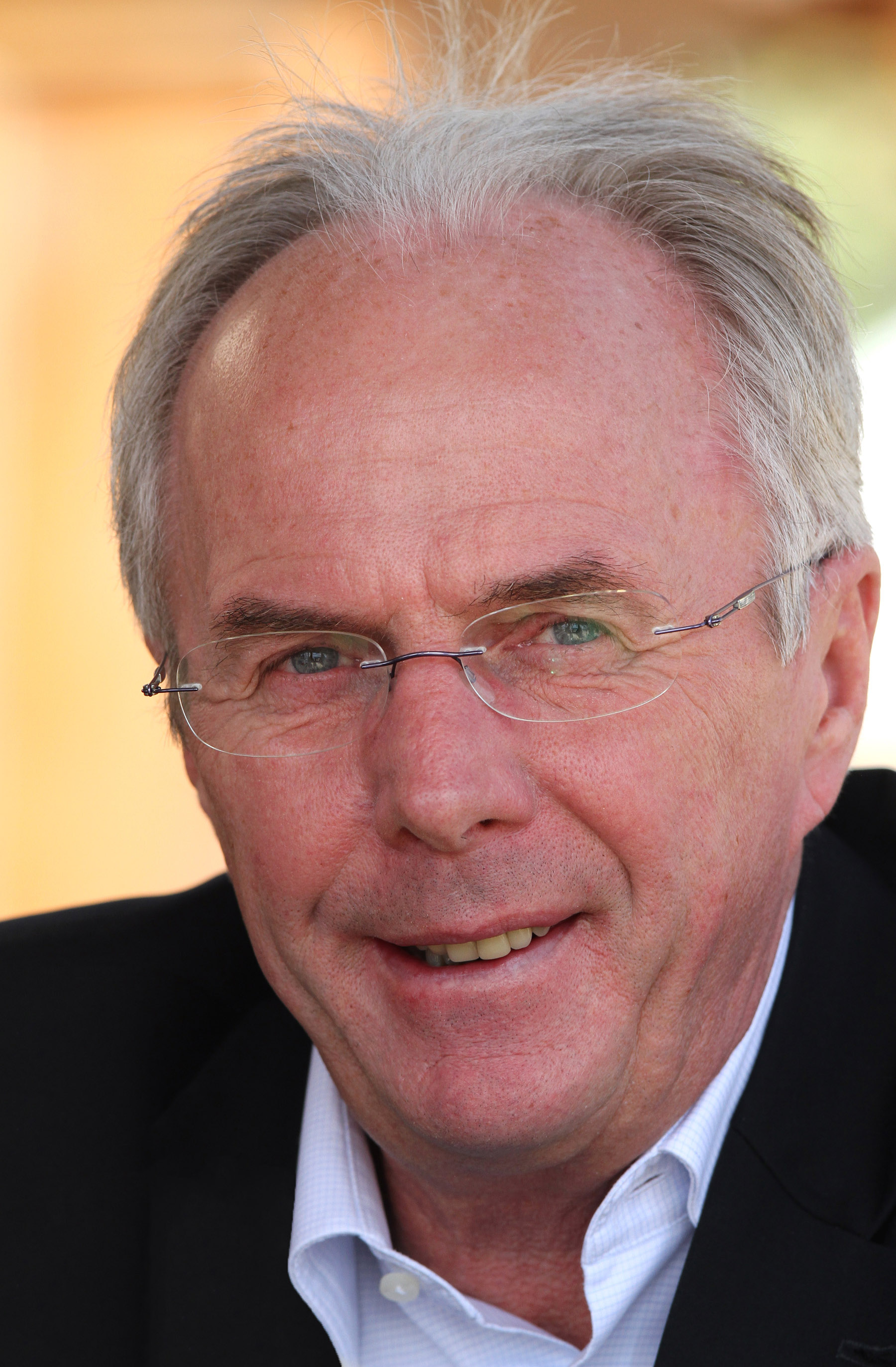
Sven-Göran Eriksson managed IFK Göteborg between 1979 and 1982.

| Name                     | IFK Göteborg career      | League matches | Swedish Championship     | Svenska Cupen   | UEFA Cup |
| ------------------------ | ------------------------ | -------------- | ------------------------ | --------------- | -------- |
| Henning Svensson         | 1924–1929 1931–1932 1943 | 183            |                          |                 |          |
| Eric Hjelm               | 1930 1933–1938           | 137            | 1934–35                  |                 |          |
| Ernst Andersson          | 1941–1942                | 43             | 1941–42                  |                 |          |
| József Nagy              | 1943–1948                | 110            |                          |                 |          |
| Walter Probst            | 1954–1958                | 99             | 1957–58                  |                 |          |
| Bertil Johansson         | 1967–1970                | 88             | 1969                     |                 |          |
| Sven-Göran Eriksson      | 1979–1982                | 87             |                          | 1978–79 1981–82 | 1981–82  |
| Gunder Bengtsson         | 1982 1985–1987           | 79             | 1982 1987                |                 | 1986–87  |
| Björn Westerberg         | 1983–1984                | 44             | 1983 1984                | 1982–83         |          |
| Roger Gustafsson         | 1990–1995 2002           | 165            | 1990 1991 1993 1994 1995 | 1991            |          |
| Mats Jingblad            | 1996–1998                | 60             | 1996                     |                 |          |
| Jonas Olsson Stefan Rehn | 2007–2010                | 100            | 2007                     | 2008            |          |
| Mikael Stahre            | 2012–2014                | 90             |                          | 2012–13         |          |
| Jörgen Lennartsson       | 2015–2017                | 74             |                          | 2014–15         |          |
| Poya Asbaghi             | 2018–2020                | 78             |                          | 2019–20         |          |

## Danh hiệu

### Domestic
- Vô địch quốc gia Thụy Điển:
  - Vô địch (18 lần): 1908, 1910, 1918, 1934–35, 1941–42, 1957–58, 1969, 1982, 1983, 1984, 1987, 1990, 1991, 1993, 1994, 1995, 1996, 2007

#### League
- Allsvenskan:
  - Winners (13): 1934–35, 1941–42, 1957–58, 1969, 1982, 1984, 1990, 1991, 1993, 1994, 1995, 1996, 2007
  - Runners-up (13): 1924–25, 1926–27, 1929–30, 1939–40, 1979, 1981, 1986, 1988, 1997, 2005, 2009, 2014, 2015
- Svenska Serien:
  - Winners (5): 1912–13, 1913–14, 1914–15, 1915–16, 1916–17
- Fyrkantserien:
  - Winners (2): 1918, 1919
- Mästerskapsserien:
  - Winners (1): 1991
- Division 2
  - Winners (3): 1938–39, 1950–51, 1976
  - Runners-up (2): 1972, 1975

#### Cups
- Svenska Cupen:
  - Winners (8): 1978–79, 1981–82, 1982–83, 1991, 2008, 2012–13, 2014–15, 2019–20
  - Runners-up (5): 1985–86, 1998–99, 2004, 2007, 2009
- Allsvenskan play-offs:
  - Winners (5): 1982, 1983, 1984, 1987, 1990
  - Runners-up (1): 1985
- Svenska Mästerskapet:
  - Winners (3): 1908, 1910, 1918
- Svenska Supercupen:
  - Winners (1): 2008
  - Runners-up (4): 2009, 2010, 2013, 2015
- Kamratmästerskapen:
  - Winners (11): 1909, 1910, 1912, 1913, 1914, 1915, 1920, 1921, 1922, 1924, 1940
  - Runners-up (2): 1906, 1908

### European
- UEFA Cup:
  - Winners (2): 1981–82, 1986–87
- European Cup/UEFA Champions League:
  - Semi-finals (2): 1985–86, 1992–93
  - Quarter-finals (3): 1984–85, 1988–89, 1994–95
- UEFA Cup Winners' Cup:
  - Quarter-finals (1): 1979–80
- Royal League:
  - Runners-up (1): 2004–05

### Doubles, trebles and quadruples

#### Doubles
- Fyrkantserien and Svenska Mästerskapet (Swedish Champions):
  - Winners (1): 1918
- Allsvenskan play-offs (Swedish Champions) and Svenska Cupen:
  - Winners (1): 1983
- Allsvenskan and Allsvenskan play-offs (Swedish Champions):
  - Winners (2): 1984, 1990
- Svenska Cupen and Svenska Supercupen:
  - Winners (1): 2008

#### Trebles
- Allsvenskan, Allsvenskan play-offs (Swedish Champions) and the UEFA Cup:
  - Winners (1): 1987
- Allsvenskan, Mästerskapsserien (Swedish Champions) and Svenska Cupen:
  - Winners (1): 1991

#### Quadruples
- Allsvenskan, Allsvenskan play-offs (Swedish Champions), Svenska Cupen and the UEFA Cup:
  - Winners (1): 1982